# Erythmelus vladimir
Erythmelus vladimir is een vliesvleugelig insect uit de familie Mymaridae. De wetenschappelijke naam is voor het eerst geldig gepubliceerd in 2001 door Triapitsyn & Fidalgo.